# Pecan Gap
Pecan Gap è un centro abitato degli Stati Uniti d'America, situato nella contea di Delta dello Stato del Texas.

## Geografia fisica
Pecan Gap è situata a 33°26′17″N 95°50′56″W (33.438165, -95.848818).
Secondo lo United States Census Bureau, ha un'area totale di 0,6 miglia quadrate (1.6 km²).

## Società

### Evoluzione demografica
Secondo il censimento del 2000, c'erano 214 persone, 103 nuclei familiari e 57 famiglie residenti nella città. La densità di popolazione era di 343,6 persone per miglio quadrato (133,3/km²). C'erano 123 unità abitative a una densità media di 197,5 per miglio quadrato (76,6/km²). La composizione etnica della città era formata dall'88,32% di bianchi, il 7,94% di afroamericani, lo 0,47% di asiatici, il 2,80% di altre razze, e lo 0,47% di due o più etnie. Ispanici o latinos di qualunque razza erano il 6,54% della popolazione.
C'erano 103 nuclei familiari di cui il 20,4% aveva figli di età inferiore ai 18 anni, il 40,8% erano coppie sposate conviventi, il 12,6% aveva un capofamiglia femmina senza marito, e il 43,7% erano non-famiglie. Il 40,8% di tutti i nuclei familiari erano individuali e il 17,5% aveva componenti con un'età di 65 anni o più che vivevano da soli. Il numero di componenti medio di un nucleo familiare era di 2,08 e quello di una famiglia era di 2,78.
La popolazione era composta dal 19,6% di persone sotto i 18 anni, il 6,5% di persone dai 18 ai 24 anni, il 31,8% di persone dai 25 ai 44 anni, il 22,9% di persone dai 45 ai 64 anni, e il 19,2% di persone di 65 anni o più. L'età media era di 41 anni. Per ogni 100 femmine c'erano 98,1 maschi. Per ogni 100 femmine dai 18 anni in giù, c'erano 97,7 maschi.
Il reddito medio di un nucleo familiare era di 31.389 dollari, e quello di una famiglia era di 43.125 dollari. I maschi avevano un reddito medio di 38.000 dollari contro i 22.000 dollari delle femmine. Il reddito pro capite era di 16.704 dollari. Circa il 16,7% delle famiglie e il 19,0% della popolazione erano sotto la soglia di povertà, incluso il 18,4% di persone sotto i 18 anni di età e il 25,0% di persone di 65 anni o più.